# Hyundai KIA Tau
| Hyundai KIA          | Hyundai KIA                        |
| -------------------- | ---------------------------------- |
|                      |                                    |
| Tau                  |                                    |
| Hersteller:          | Hyundai Kia Automotive Group       |
| Produktionszeitraum: | 2008-heute                         |
| Bauform:             | 90° V                              |
| Motoren:             | 4,6 L (4627 cm³), 5,0 L (5038 cm³) |
| Zylinder-Zündfolge:  | 1-2-7-8-4-5-6-3                    |
| Vorgängermodell:     | keines                             |
| Nachfolgemodell:     | keines                             |
| Ähnliche Modelle:    | keines                             |

Bei der Baureihe Tau handelt es sich um einen Achtzylinder-Benzinmotor mit vierfacher obenliegender Nockenwelle (QOHC) und vier Ventilen pro Zylinder. Die Motoren werden in Ulsan (Südkorea) gebaut.
Der Motorblock und Zylinderkopf bestehen aus Aluminium. Die 4,6-l-Ausgabe eröffnet die Reihe mit einer Bohrung von 92 mm und einem Hub von 87 mm. Die 5,0 L-Variante wurde auf 96 mm erweitert. Gewichte wurden bislang nicht veröffentlicht. Die Leerlaufdrehzahl beträgt 550 Umdrehungen pro Minute, beim 4,6 L-Motor steigt sie in Park- und Leerlaufstellung der Automatik auf 700. Die Reihe Tau ist die einzige nicht in Europa angebotene, alle anderen wurden zumindest auszugsweise für Europa verbaut.
Alle Motoren der Tau-Reihe werden über ein elektronisches Gaspedal gesteuert.
Die Kraftübertragung von der Kurbelwelle zum Zylinderkopf erfolgt mittels wartungsfreier Steuerkette, die Nebenaggregate werden durch einen Zahnriemen angetrieben. Für diesen ist aller 30.000 km eine Inspektion vorgesehen, ein Austausch nur bei Bedarf.
Die Ventile werden über Rollenschlepphebel betätigt, die wie eine Wippe agieren. Auf deren Scheitelpunkt liegt der Nocken an. Während seiner Umdrehung drückt er eine Seite und damit das Ventil nach unten, während auf der anderen der mittels eingebauter Feder sich streckende Hydrostößel immer bündig anliegt. Diese Form des Ventilspielausgleichs ist wartungsfrei, selbst eine Inspektion ist im Wartungsplan nicht vorgesehen. Eine Abnutzung würde sich durch ein Tickgeräusch mitteilen. Dieses entsteht auch bei winterlichen Kaltstarts für etwa eine Minute, bis das Öl im Hydrostößel die nötige Viskosität erreicht, um das Spiel auszugleichen. Bei den Versionen mit 344 und 375 PS kann auch ein Zündfehler Geräuschursache sein (vgl.).

## Tau
Der erste Achtzylinder-Motor ausschließlich koreanischer Entwicklung wurde 2008 mit dem 4,6 L Tau vorgestellt. Im selben Jahr folgte eine 5,0 L-Fassung für die Langversion der Luxuslimousine Hyundai Equus. 2010 erhielten beide eine Leistungssteigerung, deren Details weiter unten beschrieben sind. Die fünfjährige Entwicklung der Reihe kostete 260 Millionen US-Dollar und endete kurz vor Beginn der Wirtschaftskrise. In Anbetracht des gleichzeitigen Trends zu kleineren Hubräumen sowie dem Herstellerziel, bis 2025 den niedrigsten Durchschnittsverbrauch auf dem US-Markt zu erzielen, wurde auf das Potenzial der Reihe zu größeren Hubräumen verzichtet. Über fünf Litern Hubraum verliefe die Leistungssteigerung nicht mehr linear zum Mehrverbrauch. General Motors und Ford kündigten im Jahr der Tau-Premiere ihre Abkehr von V8-Serien an.
2009 und 2010 wurde der Tau V8 in die “Ward’s 10 Best Engines” Liste aufgenommen. Ward’s AutoWorld ist ein seit 1924 erscheinendes Branchenblatt für den Autohandel.
Ende der 1990er Jahre gab es mit dem Omega V8 bereits einen von Mitsubishi entwickelten V8-Grauguß-Motor im Hyundai Equus. Er verfügte über Benzindirekteinspritzung (GDI), die aufgrund ihrer systemtypisch hohen Verdichtung jedoch Superbenzin erforderte. Dies war damals rar in Südkorea. Der resultierende Leistungsabfall ließ die Kundschaft monieren. Hyundai reagierte 2002 mit der Umstellung auf Saugrohreinspritzung, während Mitsubishi selbst die Nutzung des Motors asienkrisenbedingt schon nach 15 Monaten wieder einstellen musste. Ungeachtet dieser Anfangsschwierigkeiten fertigte Hyundai ihn in Zusammenarbeit mit Mitsubishi bis 2008 für sein Topmodell Equus.
Tau-Motoren verfügen über eine Dual-CVVT benannte Nockenwellenverstellung für die Ein- und Auslassseite. Diese hat Einfluss auf den Zeitpunkt der Ventilöffnung beider Seiten, nicht aber auf den Ventilhub und damit die Öffnungsdauer. Sie ist daher vergleichbar mit der BMW Doppel-VANOS-Technologie. Neben einem besseren Drehmoment im unteren Drehzahlbereich reduziert sie vor allem die Stickoxidwerte, indem die abgasrückführende Wirkung einer großen Überschneidung genutzt wird – hierbei wird bereits ausgestoßenes Abgas wieder zurück in den Brennraum gesaugt.
Die Öffnung der Ventile erfolgt friktionsreduziert über Rollenschlepphebel mit einem hydraulischen Ventilspielausgleich. Dieser hält das Ventilspiel dauerhaft auf Null und vermeidet damit Tickgeräusche. Hierfür ist allerdings im Gegensatz zu mechanischen Tassenstößeln verstärkt auf Ölqualität und -stand zu achten. Ist der Hydrostößel etwa durch zu niedrigen Ölstand teilweise mit Luft gefüllt, erfüllt er nicht seine spielausgleichende Wirkung und es kommt zu Tickgeräuschen. Die Kombination von Hydrostößeln mit Rollenschlepphebeln ist die reibungsärmste und in der Herstellung kostenintensivste Form der Ventilbetätigung. Sie wurde in die ebenfalls 2008 erschienene Kappa-Reihe übernommen und ist die einzige, für die Hyundai/KIA keine Inspektionen mehr vorsieht und damit deren Wartungsfreiheit unterstreicht.
Die Reihe verfügt über einen variablen Ansaugtrakt (Variable Intake System). Dieser berücksichtigt das Pulsieren der Luft im Saugrohr, welches durch das Öffnen und Schließen der Ventile entsteht. Finden diese Unter- und Überdruckimpulse einen ihrem Rhythmus angepassten Weg in den Motorraum, entsteht ein leichter Resonanzaufladungs-Effekt, ähnlich einem Turbolader. Zu dessen Erreichung öffnet sich bei niedrigen und hohen Drehzahlen ein hierfür geeigneter, kurzer Luftweg. Bei mittleren Drehzahlen wird vermittels einer Klappe die längere Luftführung verwendet, was in gleichbleibend hohem Drehmoment resultiert.

Die Kurbelwelle des Tau hat nicht diese flat-plane-Bauweise, läuft dafür aber ruhiger.

Die 90° V-Orientierung der beiden Vierzylinder-Bänke hat den Vorteil des vollständigen Ausgleichs von Massenkräften erster und zweiter Ordnung, da sich auf der Gegenbank immer ein Zylinder entgegengesetzt zum gerade zündenden bewegt. Das Ergebnis ist ein besonders ruhiger Motorlauf und die Einsparung einer damit unnötigen Ausgleichswelle.
Hierfür muss die Kurbelwelle jedoch eine cross-plane-Bauform haben. Bei dieser bewegen sich die diagonal gegenüberliegenden Pleuel gleichzeitig. Dies hat aber den unerwünschten Nebeneffekt der nicht zwischen linker und rechter Bank abwechselnden Zündfolge. Diese Unregelmäßigkeit findet sich dann in der Luftverwirbelung im Ansaugtrakt wieder, dem daher eine besondere Aufmerksamkeit bei seiner Gestaltung zukommen muss. Hyundai/KIA erwähnt daher die „Dutzenden“ in Hand ausgeformten Prototypen während der Entwicklung des Ansaugkrümmers. Damit konnte die sonst ungleiche Zylinderfüllung ausgeglichen werden, erkennbar bleibt die cross-plane-Form am akustisch markanten Auspuffgeräusch. Die leichtere, günstigere, abwechselnd zündende flat-plane-Bauweise würde ihrerseits stärkere Vibrationen durch freie Massenkräfte zweiter Ordnung erzeugen. Hier bewegen sich die direkt gegenüberliegenden Pleuel gegenläufig, dies jedoch in einem inneren und äußeren Paar gleichzeitig, anstatt in vier individuellen Abstufungen (vgl. letzter Absatz, siehe Bild rechts und Animation).
Die Kolben wurden mit einer MoS²-Beschichtung reibungsreduziert, gleichsam wirkt die Chrom-Nitrid-Beschichtung an den Kolbenringen. Das T5-Druckgussverfahren des Zylinderblocks bewirkt eine gleichmäßigere Ausdehnung, welche Friktionen minimiert.
Mitte 2010 erfolgte eine leistungssteigernde Überarbeitung. Hierbei wurden die Ventile vergrößert, was der Luft ein schnelleres Einströmen ermöglicht – besonders bei höheren Drehzahlen ein leistungssteigernder Effekt. Zudem wurde auch die Luftführung im variablen Ansaugtrakt optimiert.
Der Verbrauch wird im praxisnahen nordamerikanischen EPA-Rating mit 13,8 bis 15,7 l in der Stadt und 9,4 bis 12 l/100 km auf Highwayfahrt eingestuft, aufsteigend von Limousine zu Allrad-Geländewagen.

### Probleme
Bei kurzem Umparken im Kaltzustand und Minusgraden baut die Ölpumpe nicht immer genügend Druck auf, um das Ventil des Steuerketten-Spanners zu öffnen. Dann hat die Kette Schlupf und verstellt das Zündverhalten des Motors. Dies kann zu Benzinrückständen im Zylinder führen. Beim nächsten Start verursachen diese sehr unrunden Lauf bei teilweise schwarzer Rauchentwicklung am Auspuff. Hyundai aktualisierte im November 2010 die Steuersoftware des Motors, bei manchen Motoren wiederholte sich das Verhalten jedoch. Im Steuergerät werden hierbei die Fehlercodes P0300 (allgemeine Zündfehler) oder P0301 bis P0308 (Zündfehler in Zylinder 1 bis 8) abgelegt. Fahrer empfehlen eine „Warmlaufphase“ von 30 Sekunden vor und nach dem Umparken bei Minusgraden, bis die erhöhte Leerlaufdrehzahl absinkt. Betroffen sind 4,6 L-Motoren vor dem Modelljahr 2011 (Hyundai Genesis mit 375 PS und KIA Borrego mit 344 PS, Hyundai Equus wurden erst ab dem Modelljahr 2011 exportiert). Nach Einzelfallprüfung tauschte der Hersteller den Steuerkettenspanner, bei aufgetretenen Schäden den gesamten Motor. Alle Reparaturen sind durch die fünf- bis zehnjährige Antriebsgarantie in den belieferten Märkten abgedeckt.

## Tau GDI
Anfang 2011 wurde der 5,0 L-Motor mit einer GDI benannten Direkteinspritzung ausgestattet. Gleichzeitig erhielten alle Fahrzeuge mit Tau-Motor eine Hyundai-eigene 8-Stufen-Automatik anstelle der 6-Stufen-Variante von ZF Sachs. Deren Effizienzsteigerung ist eher gering, wie der Genesis mit einem halben Liter reduziertem Highway-Verbrauch nach EPA-Norm zeigt. Ihr Vorteil liegt in technischer Unabhängigkeit, schnellerer Beschleunigung und nominellem Aufschließen zum Mitbewerb. Für 2014 plant Hyundai daher eine 10-Stufen-Variante. Der neue GDI-Motor wurde 2011 wie bereits sein Vorgänger 2009 und '10 in die “Ward’s 10 Best Engines”-Liste aufgenommen. Ward’s AutoWorld ist ein seit 1924 erscheinendes Branchenblatt für den Autohandel. Ein Grund für die Entscheidung war die höchste PS-Leistung pro Liter Hubraum nicht aufgeladener V8. Die Entwicklung über 40 Monate kostete 10,5 Millionen Euro.
Bei der konventionellen Einspritzung für Ottomotoren befindet sich das Einspritzventil im Saugrohr vor dem Einlassventil. Bei steigenden Drehzahlen wird jedoch die Öffnungszeit des Ventils immer kürzer, und damit das Zeitfenster zum Einbringen des Kraftstoffs. Bei der Direkteinspritzung wird daher direkt in den Zylinder eingespritzt. Hyundai verwendet wie die meisten Mitbewerber GDI zur homogenen, stöchiometrischen Gemischbildung und verzichtet auf eine inhomogene Schichtladung (stratified fuel charge). Letztere geht mit systembedingten Nachteilen einher, so etwa deutlich erhöhten Feinstaubwerten.
Gestartet wird mit einer Piloteinspritzung und -zündung, um den Kolben in Bewegung zu setzen. Während dessen Abwärtsbewegung folgt die schubgebende, eigentliche Kraftstoffeinspritzung und -zündung. Durch diese präzisere, kühlende, da direkt im Zylinder erfolgende Kraftstoffzufuhr konnte die Kompressionsrate im Zylinder von 10,4 zu 11,5 erhöht werden. Dies führt zu einer Kraftstoffersparnis von rund fünf Prozent (vgl.) und bewirkt zudem eine höhere Abgastemperatur. Hiervon profitiert der sich schneller erwärmende Katalysator. Der höhere Einspritzdruck von 150 bar (ohne GDI etwa 5 bar) bewirkt zudem eine homogenere Kraftstoffzerstäubung und damit eine sauberere Verbrennung. Er geht einher mit einem systemtypischen Tickgeräusch.
Der Verbrauch wird im praxisnahen nordamerikanischen EPA-Rating mit 14,7 in der Stadt und 9,4 l/100 km auf Highwayfahrt eingestuft. Er liegt damit kaum über dem 4,6 L-Modell ohne GDI.

## Daten
| Serie   | Motorcode | Hubraum (cm³) | Hub × Bohrung (mm) | Leistung (PS) bei (1/min) | Drehmoment (Nm) bei (1/min) | Zylinder | Verdichtung | Aufladung    | Einspritzung |
| ------- | --------- | ------------- | ------------------ | ------------------------- | --------------------------- | -------- | ----------- | ------------ | ------------ |
| Tau     | G8BA 1    | 4627          | 87,0 × 92,0        | 349/380/390 2 3 bei 6500  | 435/451/451 bei 3500        | 8        | 10,4        | VIS (2 Wege) | MFI          |
| Tau     | G8BB      | 5038          | 87,0 × 96,0        | 400 bei 6400              | 500 bei 3500                | 8        | 10,4        | VIS (2 Wege) | MFI          |
| Tau GDI | G8BE 4    | 5038          | 87,0 × 96,0        | 430 5 bei 6400            | 510 bei 3500                | 8        | 11,5        | VIS (2 Wege) | GDI          |

## Einsatz
Aufgelistet sind die weltweit verbauten Tau-Motoren für jedes Modell, nicht in jedem Land werden alle aufgeführten Konfigurationen angeboten.
Hyundai Equus
- Equus VI
  - G8BA: 2008–2011
  - G8BB: 2009–2011 (als Regierungsfahrzeug in Südkorea)
  - G8BE: 2011-heute

Hyundai Genesis
- Genesis BH
  - G8BA: 2008-heute
  - G8BE: 2011-heute

KIA Borrego
- Borrego HM
  - G8BA: 2008–2011 (V8-Option nur in Kanada und USA, Fahrzeug wurde vom US-Markt nicht angenommen und der Vertrieb dort 2009 eingestellt)